# Zinken Hopp
Signe Marie "Zinken" Hopp, nacida Brochmann (9 de enero de 1905 – 3 de septiembre de 1987), fue una autora, dramaturga y poeta noruega. 

## Biografía
Hopp nació en Ullensvang, provincia de Hordaland, hija del periodista Diderik Hegermann Brochmann (1879–1955) y de Margit Hagen (1896–1962). Era hermana de Odd Brochmann, nieta de Bodvar Fredrik Johannes Brochmann y sobrina de Georg Brochmann. En 1932 contrajo matrimonio con Einar Meidell Hopp. Zinken era su apodo de la niñez.
Es más conocida por traducir al noruego la célebre obra de Lewis Carroll, Las aventuras de Alicia en el país de las maravillas. Sus propios libros, escritos en su mayoría para niños, incluyen La Tiza Mágica, Jon y Sofus y otra docena. Destacó principalmente como autora de libros infantiles y por sus poemas de tono alegre y desenfadado. También escribía biografías.
Falleció en septiembre de 1987 en Bergen.